# Gododdin
Gododdin va ser un país format per gent d'ètnia celta que va existir al nord-est de Britànnia, en l'àrea anomenada Hen Ogledd, ocupava un territori els límits exactes del qual es desconeixen, però que sembla que corresponen al sud-est de l'actual Escòcia. El país es va formar amb els descendents dels votadini, en l'època posterior a la retirada dels romans de l'illa de la Gran Bretanya. És esmentat en el poema del segle VI titulat Y Gododdin, que relata la batalla de Catraeth.
La paraula Gododdin és la forma en gal·lès actual, però en gal·lès antic s'escrivia Guotodin, terme que deriva dels Votadini esmentats per Claudi Ptolemeu, eccriptor grec de l'època romana.

## Extensió del reialme i orígens
Es desconeix l'extensió exacta d'aquest país, possiblement anava des de la zona de Stirling, ciutat fronterera amb el regne angle de Bernícia i incloïa el que ara són les regions escoceses de Lothian i Borders. Limitava a l'oest amb el regne celta de Strathclyde i al nord amb el país dels pictes. La regió costanera del fiord de Forth i la rodalia de Clackmannanshire s'anomenava Manaw Gododdin. Segons la llegenda els reis d'aquest període van viure en dos llocs: Traprain Law (que actualment només és un turó amb restes arqueològiques) i Din Eidyn (actualment la ciutat d'Edimburg), i probablement també van tenir una residència a Din Baer (Dunbar).
Cunedda, fundador llegendari del regne de Gwynedd (en l'actual nord de Gal·les), es creu que era procedent de Manaw Gododdin i que va emigrar cap al sud-oest al segle v.

## Història
Al segle vi el territori anomenat Bryneich va ser envaït i colonitzat pels angles i es va crear el regne de Bernícia. Aquests angles van continuar la seva expansió cap al nord. Al voltant de l'any 600 la gent de Gododdin van muntar un exèrcit d'un 300 guerrers que va assaltar la fortalesa de Catraeth, (potser l'actual Catterick, de North Yorkshire). La batalla va tenir un final desastrós per als britans i va ser immortalitzada en un poema atribuït a Aneirin, titulat Y Gododdin. En general es parla del "regne de Goddodin", però el cert és que no es coneix el nom de cap rei.
El 638 els monjos del monestir d'Iona van escriure que va haver un setge a Din Eidyn (Edimburg), muntat per Domnall Brecc, rei de Dál Riata, però no van dir si en van sortir reeixits o no. No hi ha gaire informació sobre la història del país, però sembla que a mitjan la dècada del 770, Gododdin va quedar repartida entre Northúmbria i el control dels pictes. Després que els pictes derrotessin els northumbris a la batalla de Dun Nechtain el 685, els de Gododdin van assaltar el monestir northumbri d'Abercorn, situat a l'oest d'Edimburg i, segons narra Beda que es refereix als de Goddodin amb la paraula britans, van recuperar la llibertat durant uns anys; però després d'aquest fet Gododdin no apareix en cap font documental.